# 新加坡人力部
新加坡人力部（英語：Ministry of Manpower），缩写为MOM，是新加坡政府的一个下辖部门。它主要负责新加坡劳动力相关的政策的制定和实施。

## 法定机构
- 企业传讯处

- 公司计划处

- 客户响应处

- 国外人力资源管理局

- 收入保障政策局

- 国际人力资源局

- 劳资关系和工作场所局

- 法律服务局

- 人力资源规划和政策局

- 人力资源研究和统计局

- 职业安全与健康局

- 国家人力资源局

- 工作证局

- 工作场所的政策和策略局

- 中央公积金局

- 新加坡劳动力发展局

- 新加坡劳动基金会